# Il racconto della serva Zerlina
Il racconto della serva Zerlina (Die Erzählung der Magd Zerline) è un romanzo dello scrittore austriaco naturalizzato statunitense Hermann Broch, scritto nel 1949.

## Trama
Il racconto è ambientato all'interno di una stanza, in una città in cui il campanile batte le due. Un giovane borghese di nome A., mentre è immerso nei suoi pensieri dettati dalla noia domenicale, viene interrotto da Zerlina, domestica della vecchia baronessa, padrona di casa, a cui A. paga l’affitto.
Zerlina racconta ad A. le sue avventure con Von Juna, un bel diplomatico, che è stato suo amante, e che, a sua volta, è stato amante della vecchia baronessa. Von Juna è giovane e bello ed è il padre della figlia di quest’ultima, chiamata per questo motivo da Zerlina la bastarda.
Zerlina dirà di essere stata molto attratta da Von Juna, ma di non esserne mai stata innamorata.
Sul finire del racconto, Von Juna scapperà in Spagna dopo essere stato scagionato dalle accuse di omicidio ai danni di una sua convivente ed amante, e Zerlina, la bastarda, la baronessa e il marito di quest’ultima torneranno alla vita di sempre.
Il racconto di Zerlina dura circa due ore. A. ascolta senza essere troppo interessato, e ritorna ai suoi pensieri di giovane borghese in affari.

## Edizioni
- Hermann Broch, Il racconto della serva Zerlina, traduzione di Ada Vigliani, postfazione di Luigi Forte, Milano, Adelphi, 2016.

| Controllo di autorità | GND (DE) 1121112714 |